# Даффи (район Канберры)
35°20′13″ ю. ш. 149°02′06″ в. д.

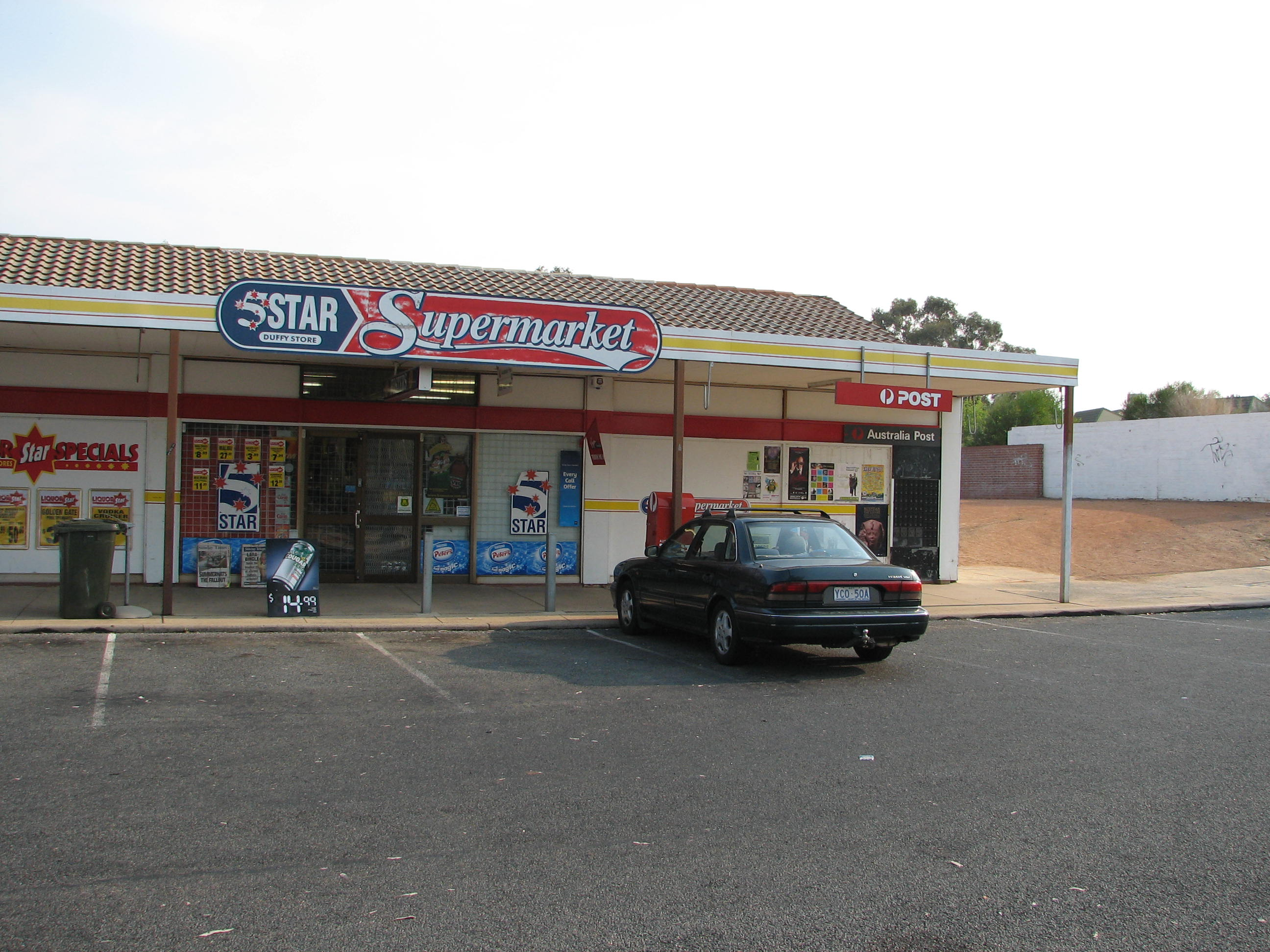
Торговый центр в Даффи

Даффи (англ. Duffy) — район округа Уэстон-Крик в городе Канберра (Австралийская столичная территория) в Австралии. Площадь — 2,8 км2. Население — 3241 чел. (2011). Плотность — 1158 чел./км2. Почтовый индекс — 2611. Входит в территориальный избирательный округ Молонгло и федеральный избирательный округ Канберра.
Населённый пункт основан 28 сентября 1928 года. Район с 2 июля 1970 года. Назван в честь австралийского политика Чарльза Гевена Даффи (1816—1903), восьмого премьер-министра штата Виктория.
Территория района сильно пострадала во время пожара в Канберре в 2003 году. В районе находится Даффийская начальная школа и приход реформатской церкви.